# گورستان مورتان ۳
قبرستان مورتان ۳ مربوط به سده‌های متاخر دوران‌های تاریخی پس از اسلام است و در شهرستان سرباز، بخش مرکزی، دهستان مورتان، ۱/۳ کیلومتری غرب روستای مورتان، چسبیده به غرب میتک واقع شده و این اثر در تاریخ ۲۷ اسفند ۱۳۸۶ با شمارهٔ ثبت ۲۲۷۰۱ به‌عنوان یکی از آثار ملی ایران به ثبت رسیده است.